# 三河中島駅
三河中島駅（みかわなかじまえき）は、かつて愛知県碧海郡六ツ美町（休止時は六ツ美村、現・岡崎市中島町）にあった、名鉄（旧）西尾線の駅。

## 歴史
西尾線のうち、西三軌道が開業した区間（岡崎新 - 西尾）に存在した駅である。開業当初は岡崎新駅から4.7km地点に存在したが、後に6.1km地点へ移転している（時期不明）。
三河中島駅と称していた期間は短く、休止期間を除くと約1か月半にすぎない。
- 1911年（明治44年）10月30日 - 西三軌道が岡崎新 - 西尾間を開業時に、中島駅として開業する。
- 1912年（明治45年）1月25日 - 西三軌道が西尾鉄道に社名変更。
- 1926年（大正15年）12月1日 - 愛知電気鉄道が西尾鉄道を合併。岡崎新 - 西尾 - 吉田港間を西尾線とする。
- 1929年（昭和4年）4月1日 - 愛知電気鉄道西尾線 岡崎新 - 西尾間の軌間を762 mmから1,067 mmに改軌、600 V電化。
- 1935年（昭和10年）8月1日 - 愛知電気鉄道が名岐鉄道へ合併し名古屋鉄道が発足したため、同社の駅となる。
- 1943年（昭和18年）11月1日 - 三河中島駅に改称する。
- 1943年（昭和18年）12月16日 - 西尾線 岡崎新 - 西尾間が不要不急路線となり休止。当駅も営業休止となる。
- 1959年（昭和34年）11月25日 - 廃止。

## 配線図
| ← 岡崎新方面 | 中島駅 構内配線略図（1943年） | → 西尾方面 |
| 凡例 出典:   |                               |            |

## 廃止後
三河中島駅跡は、名鉄東部交通岡崎・西尾線の中島バス停付近。駅舎跡地は駐車場になっている。

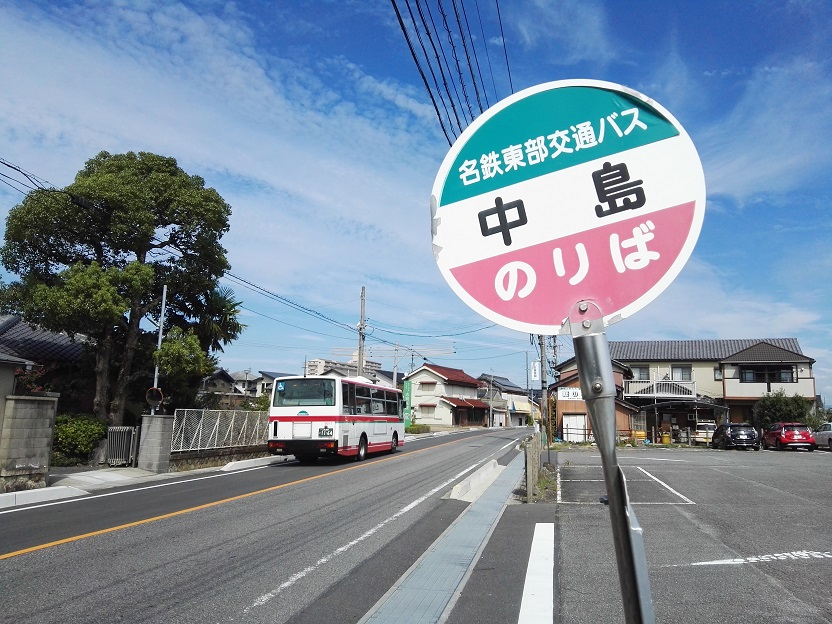
中島バス停

## 隣の駅
名古屋鉄道
西尾線（旧線）
土呂駅 - 三河中島駅 - 三江島駅
かつては土呂駅 - 当駅間に占部駅（1917年廃止）が存在した。